# Lijst van rijksmonumenten in Rekken
De plaats Rekken telt 11 inschrijvingen in het rijksmonumentenregister. Hieronder een overzicht.
| Object                                                      | Oorspronkelijke functie?  | Bouwjaar                       | Architect | Locatie               | Coördinaten?                 | Nr.?   | Afbeelding        |
| ----------------------------------------------------------- | ------------------------- | ------------------------------ | --------- | --------------------- | ---------------------------- | ------ | ----------------- |
| Hoeve                                                       | Boerderij                 | 1873                           |           | Holterweg 5,7         | 52° 5' 46" NB, 6° 43' 17" OL | 14619  | Upload foto       |
| Toren van de Antoniuskerk                                   | Kerk en kerkonderdeel     | 1653                           |           | Lindevoort 20         | 52° 5' 38" NB, 6° 43' 25" OL | 14620  | Meer afbeeldingen |
| Goede boerderij met vensters, waarin kleine roedenverdeling | Boerderij                 | eerste helft 19e eeuw          |           | Rekkense Binnenweg 39 | 52° 6' 16" NB, 6° 42' 53" OL | 14621  | Upload foto       |
| Den Borg                                                    | Boerderij                 | eerste kwart 19e eeuw          |           | Oldenkotseweg 6       | 52° 5' 56" NB, 6° 44' 18" OL | 14622  | Den Borg          |
| Merink                                                      | Boerderij                 | mogelijk eerste kwart 19e eeuw |           | Zuid Rekkenseweg 17   | 52° 5' 10" NB, 6° 43' 40" OL | 14623  | Merink            |
| De Piepermolen, stenen windkorenmolen                       | Industrie- en poldermolen | 1796                           |           | Rekkenseweg 87, 89    | 52° 5' 38" NB, 6° 42' 53" OL | 14624  | Meer afbeeldingen |
| Antoniuskerk                                                | Kerk en kerkonderdeel     | 1379 (eerste vermelding)       |           | Lindevoort 20         | 52° 5' 38" NB, 6° 43' 25" OL | 509419 | Meer afbeeldingen |
| Uenk: boerderij                                             | Boerderij                 | 1827                           |           | Holterweg 1           | 52° 5' 42" NB, 6° 43' 12" OL | 510924 | Upload foto       |
| Uenk: schuur                                                | Boerderij                 | 1912-1913                      |           | Holterweg bij 1       | 52° 5' 42" NB, 6° 43' 12" OL | 510925 | Upload foto       |
| Uenk: droogschuur                                           | Opslag                    | 1912-1913                      |           | Holterweg bij 1       | 52° 5' 42" NB, 6° 43' 12" OL | 510926 | Upload foto       |
| Uenk: ronde waterput                                        | Straatmeubilair           | 1836                           |           | Holterweg bij 1       | 52° 5' 42" NB, 6° 43' 12" OL | 510927 | Upload foto       |